# Australian Labor Party

Altes Logo

Historisches Logo

Die Australian Labor Party (englisch für Australische Arbeiterpartei; kurz ALP) wurde 1891 gegründet und ist die älteste auf Bundesebene tätige politische Partei Australiens. Die Partei ähnelt der Labour Party im Vereinigten Königreich. Sie gehört der Progressiven Allianz an und stellte u. a. von 2007 bis 2013 die Regierung. Seit Mai 2022 stellt sie wieder den Premierminister.

## Name
In den frühen Jahren nannte sich die ALP Labor und Labour. Im Jahre 1908 hieß sie Australian Labour Party, 1912 wurde der Parteinamen in Labor abschließend abgeändert. Es ist übliche Praxis, dass im australischen Englisch (analog zum britischen) „ou“ statt „o“ geschrieben wird. Mit dem Wechsel, der unter dem Einfluss der amerikanischen Gewerkschaftsbewegung und des in den USA geborenen radikaldemokratischen Politikers King O’Malley erfolgte, sollte die Modernität der Partei im Unterschied zum labour movement und zur Democratic Labour Party verdeutlicht werden.

## Geschichte

### 1891 bis 1915

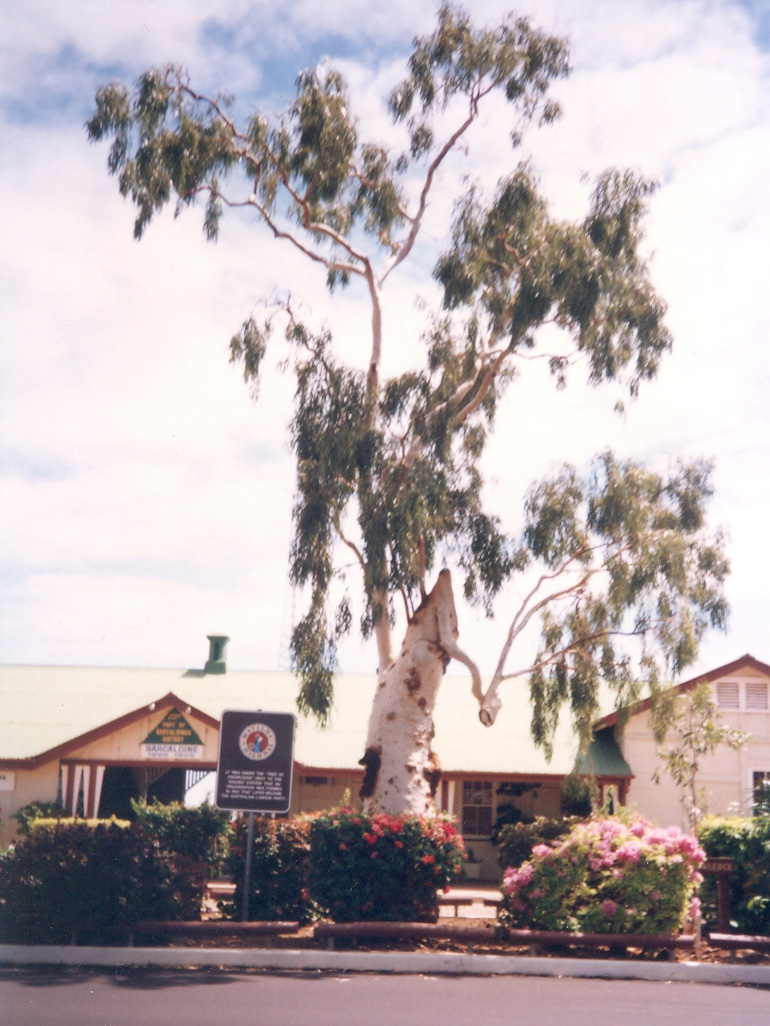
Der Tree of knowledge: Symbol der frühen Arbeiterbewegung Australiens und der ALP, unter dem sich die Streikenden im Schafschererstreik 1891 mutmaßlich versammelten

Am Ende einer nahezu 40 Jahre anhaltenden wirtschaftlichen Prosperität Australiens, die durch Goldfunde, starke Einwanderung, erfolgreiche Urbarmachung landwirtschaftlicher Flächen und einen steigenden Export landwirtschaftlicher Güter gekennzeichnet war, setzte in Australien in den frühen 1890er Jahren eine tiefe Wirtschaftskrise ein, die mit Zusammenbrüchen von Banken begann. Diese Epoche, die Golden Age genannt wurde, mündete in eine langanhaltende Wirtschaftsdepression ein. Die Arbeiterbewegung Australiens wehrte sich gegen ihre wirtschaftlichen Einbußen durch mehrere Streiks, wie der Maritime-Streik von 1890, die beiden Schafscherer-Streiks von 1891 und 1884 sowie der Broken-Hill-Streik 1892. Aus den Streikerfahrungen und -niederlagen, insbesondere des Schafschererstreiks von 1891, gründete sich die Australian Labour Party, die für die Interessen der Arbeiter eintrat. (Das damalige Gründungsmanifest der Queensland Labor Party ist heute als Weltdokumentenerbe anerkannt). Einer der Streikführer Thomas Joseph Ryan, der während des Schafschererstreik 1891 inhaftiert wurde, war der spätere Premierminister von Queensland von 1915 bis 1919 und Mitglied der ALP. Auch einige der acht Mitglieder seines Kabinetts waren Aktivisten des Schafscherer-Streiks von 1891. Ryans Regierung war mit ihrer arbeiterfreundlichen Politik beispielgebend für spätere australische Labourregierungen, insbesondere hinsichtlich der Reformen bei Arbeiter- und Landarbeiterrechten. Diese Politik sicherte der ALP nach diesem ersten Wahlerfolg bis ins Jahr 1957 die Regierungsmacht in Queensland.
Die australischen Wahlen im Jahr 1901 zu einem Staat wurden als Plebiszit über die zukünftige generelle wirtschaftspolitische Ausrichtung Australiens angesehen. Damals war die Schutzzollpolitik das wichtigste Wahlkampfthema, die auch die Labor vertrat, dabei spielte die Protectionist Party eine große Rolle, die auf bei der Durchsetzung der Zollpolitik auf die Unterstützung von Labor angewiesen war. Nachdem die protektionistische Politik erfolgreich durchgesetzt war und die australische Wirtschaft prosperierte, stieg der Zuspruch von Labor weiter an.
Im Jahr 1907 wurde Andrew Fisher gewählt und seine Regierung gründete die Commonwealth Bank und führte die Papiergeld-Währung ein, erließ Gesetze zur Altersversorgung und zum Mutterschutz, formierte die australische Royal Australian Navy und die bundeseigene Transaustralische Eisenbahn zur weiteren Erschließung Australiens; darüber hinaus setzte die eng mit den Gewerkschaften verbundene Australian Labor Party die Einführung von Mindestlöhnen und den Achtstundentag bundesweit durch. In seiner Amtszeit wurde Canberra als australische Hauptstadt gegründet. Er gilt in Australien als der erfolgreichste Premierminister der australischen Frühzeit. Der Erste Weltkrieg begann einen Monat vor seiner dritten Amtszeit aus und seine ALP-Regierung sandte die australische Freiwilligenarmee nach Gallipoli, den Mittleren Osten und an die Westfront in Europa und besetzte das deutsche Kolonialgebiet Neuguinea.

### 1915 bis 1929

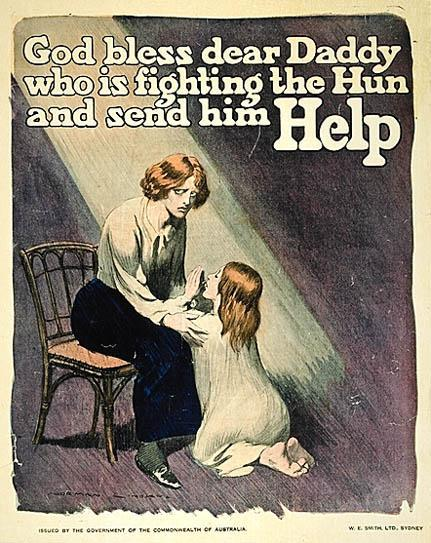
Plakat der australischen Wehrpflicht-Befürworter (ca. 1915)

Nach dem Tode von Andrew Fisher war Billy Hughes, ein rechtskonservatives Mitglied der ALP, von 1915 bis 1923 Premierminister von Australien und wurde, als sich 1901 die einzelnen Kolonien zum neuen australischen Bundesstaat zusammenschlossen, im Jahre 1904 unter George Reid Außenminister der ersten australischen Labour-Regierung. Dieses Amt behielt er auch unter Andrew Fisher bis 1915 inne und übernahm anschließend das Amt des Premierministers. Schon als Außenminister hatte Hughes sich als Verfechter des britischen Weltreiches profiliert und war ein entschiedener Befürworter der australischen Beteiligung am Ersten Weltkrieg. Im Jahr 1916 setzte Hughes zunächst einen australischen Boykott gegen deutsche Güter durch, später im Jahr versuchte er die allgemeine Wehrpflicht in Australien und den Einsatz australischer Pflicht-Soldaten in Übersee durch ein Referendum durchzusetzen, was ihm misslang. Er setzte sich für eine staatlich gelenkte Kriegswirtschaft ein. Diese Entscheidungen lösten umfangreiche Streiks der Arbeiterbewegung Australiens aus. Innerhalb der Labour-Partei hatte er keine Mehrheit für seine Politik, die ihn schließlich sogar ausschloss. Daraufhin wurde er Führer der Nationalist Party of Australia und versuchte erneut im Jahre 1917 zur Aufstellung einer weiteren australischen Division die allgemeine Wehrpflicht durchzusetzen. Die Abstimmung endete mit einem noch größeren Votum gegen die allgemeine Wehrpflicht.

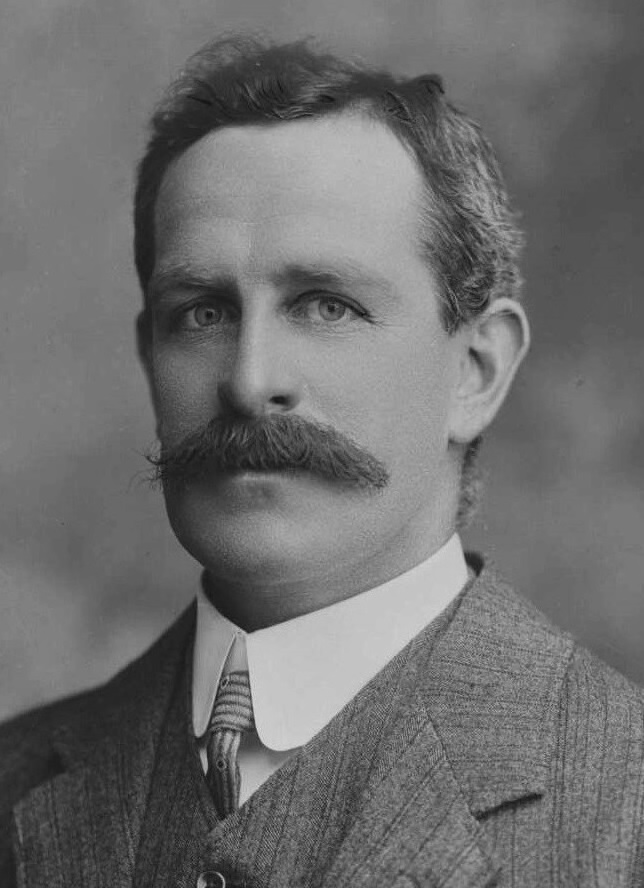
Frank Tudor

Das Mitglied der Labourparty Frank Tudor trat aufgrund seiner Haltung gegen die Allgemeine Wehrpflicht in Australien während des Ersten Weltkriegs aus der Regierung von Hughes im Jahre 1916 aus und er wurde im November 1917 zum Vorsitzenden der Australian Labor Party und somit gleichzeitig zum Oppositionsführer gewählt. Tudor wurde allgemein nicht für einen starken Führer gehalten und auch nicht als großer Konkurrent für den amtierenden Premierminister Hughes angesehen. Dies bestätigte sich bei der Wahlniederlage im Jahre 1921 und es dauerte bis ins Jahre 1929, bis wieder ein Labour-Premierminister ins Amt kam.

### 1929 bis 1939
Bei den Neuwahlen am 12. Oktober 1929 kam es zu einem hohen Wahlsieg für die ALP und James Scullin wurde Premierminister. Die Weltwirtschaftskrise, die kurz nach seinem Amtsantritt begann, führte in Australien zu Massenarbeitslosigkeit, staatlichen Haushaltsproblemen und zu einer Schutzzoll-Politik. Aufgrund unterschiedlicher politischer Auffassungen wie die Depression zu überwinden sei, kam es zu Rücktritten seiner eigenen Minister, die anschließend der konservativen United Australia Party beitraten, wurde seine Position geschwächt und er verlor im Jahre 1934 das Amt des Premierministers an Joseph Lyons. Dieser war aus der ALP ausgetreten und hatte sich der United Australia Party angeschlossen und regierte bis zu seinem Tod am 7. April 1939.
1929 errang die ALP auch in New South Wales bis 1931 mit Jack Lang die Regierungsmacht. Diese Regierung wurde massiv von der faschistoiden New Guard bekämpft und Lang wurde vom britischen Gouverneur Phillip Game am 13. Mai 1931 abgesetzt, weil er gegen gesetzliche Bestimmungen und gegen die Politik der ALP-Zentralregierung des Commonwealth verstoßen hatte. Lang wendete sich gegen die Austeritätspolitik, die der australische Premierminister James Scullin entsprechend dem Konzept des britischen Finanzexperten Otto Ernst Niemeyer der Bank of England in Form von Abbau von Löhnen und sozialen Rechten umgesetzt wurde.

### 1940 bis 1945
Nach Joseph Lyons erlangte die ALP bei den Wahlen 1940 nicht die Regierungsmehrheit und erst ab Oktober 1941 kam John Curtin an die Macht, war aber auf zwei unabhängige Parlamentarier angewiesen, die vorher die Regierung von Robert Menzies mitgetragen hatten. Seine Politik war durch den Zweiten Weltkrieg bestimmt, der im Dezember 1941 auch im Pazifik seinen Anfang nahm und als am 19. Februar 1942 japanische Bomber im Luftangriff auf Darwin die Stadt, Hafen und Flughafen von Darwin angriffen, zerstörerisch bombardierten und 8 Schiffe versenkten und zahlreiche schwer beschädigten, entschied er die Rückverlegung der australischen Streitkräfte nach Australien, um es zu verteidigen. Er bat die USA, Australien direkt militärische Hilfe zu leisten und übertrug dem US-amerikanischen General Douglas MacArthur den Oberbefehl über die australischen Truppen. Im Jahr 1943 gewann er die Parlamentswahlen für die ALP.
Von 1940 bis 1941 bestand Australian Labor Party (Non-Communist), auch Lang Labor nach Jack Lang genannt, eine Splitterpartei aus New South Wales, die sich vor der Wahl von Jack Lang zum Premierminister gründete. Diese Gruppierung löste sich allerdings 1941 vor der Wahl auf und Ben Chifley wurde Premierminister. Lang hatte aus ähnlichen wahltaktischen Gründen bereits 1931 dies unternommen.

### 1945 bis 1949

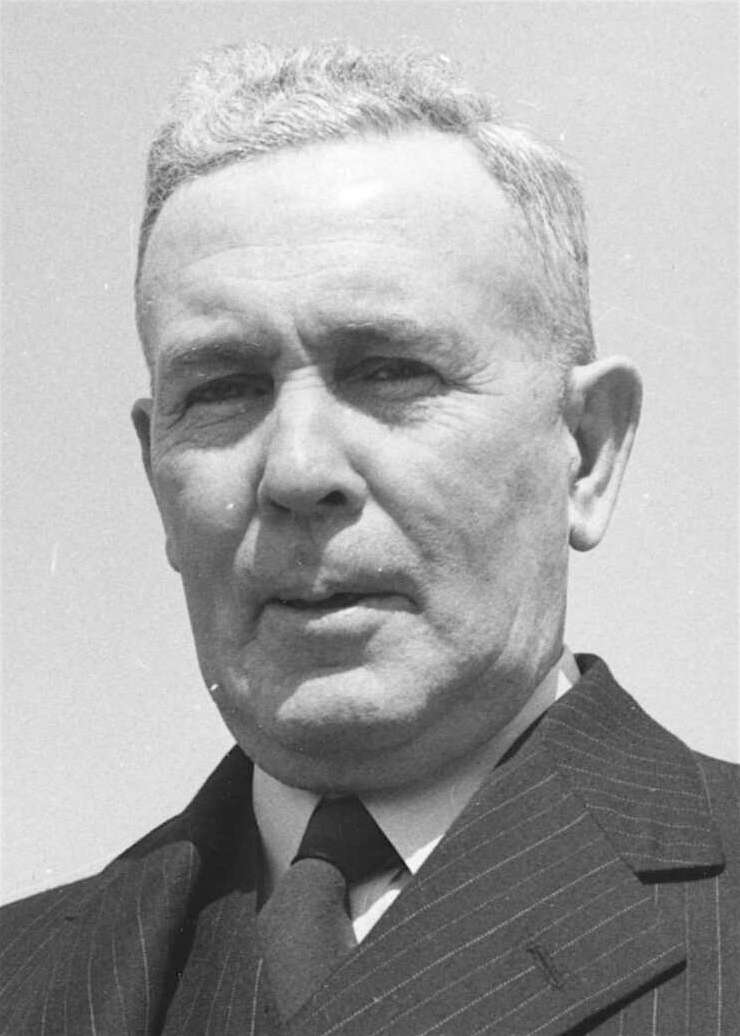
Ben Chifley

Ben Chifley von der ALP wurde 1945 als Premierminister gewählt und hielt an der Wirtschaftspolitik fest, die während des Krieges Wirtschaftsgüter rationierte und den Warenimport staatlich steuerte. Es gelang ihm mit dieser Politik die Kriegsschulden Australiens abzubauen und die Inflation zu begrenzen. Er schaffte als erster die rassistische White Australia Policy ab und öffnete Australien für die Einwanderung, die wegen des starken Arbeitskräftebedarfs nach dem Weltkrieg erforderlich wurde. Chifley initiierte den Bau des Snowy-Mountains-Systems zur Stromversorgung, unterstützte den Bau von Automobilen, die Automarke Holden, und die Gründung der Trans Australia Airlines (TAA). Als Ben Chifley die Privatbanken im Jahre 1947 verstaatlichen wollte, rief dies heftige Reaktionen in Australien hervor. Diese Gesetzesvorhaben wurde vom High Court of Australia und vom Privy Council for Australia in London für verfassungswidrig erklärt und Ben Chifley und der ALP verlor an Reputation.
Als sich 1949 der Kohlearbeiter-Streik entwickelte, vermutete Ben Chifley hinter dem Streik die Communist Party of Australia, die unter den Streikenden starken Einfluss hatte. Er befürchtete den Machtverlust der ALP, setzte daraufhin Militär ein, um den Streik zu brechen und ließ einige der Anführer inhaftieren. Dieses harte Vorgehen gegen streikende Arbeiter und das Klima des Kalten Krieges, das Robert Menzies von der konservativen Liberal Party of Australia geschickt nutzte, führte dazu, dass die ALP die Wahl 1949 verlor.
Im Jahre 1954 spaltete sich der rechte Flügel der ALP ab, bildete zuerst die Australian Labor Party (Anti-Communist), welche später in Democratic Labor Party umbenannt wurde und in 1960er und 1970er Jahren gewisse Bedeutung hatte, indem sie die Labor Party in zahlreichen Fällen bis zu ihrer Auflösung im Jahr 1978 daran teilweise behinderte, eine Regierung auf Regional- bzw. Bundesebene zu bilden.

### 1972 bis 1975
Es dauerte von 1949 bis zum Dezember 1972, bis die ALP in Australien wieder an die Macht kam und mit Gough Whitlam einen Premierminister stellte. In die Amtszeit von Whitlam fielen zahlreiche politische Initiativen wie die Abschaffung der Todesstrafe, Beendigung der rassistischen White Australia Policy, Gleichberechtigung von Frauen und soziale Gesetzgebungen, Abschaffung der Wehrpflicht, außenpolitische Initiativen wie die Entlassung von Papua-Neuguinea aus der Abhängigkeit von Australien im Jahre 1975 und die Aufnahme diplomatischer Beziehungen zur Volksrepublik China. Als die konservative Liberal Party den Haushalt der Regierung blockierte, kam es zu einer Staatskrise und sie gewann im Dezember 1975 die Wahl.

### 1983 bis 1996
Als im Jahr 1977 die ALP auf einer Nationalkonferenz ein infinitives Moratorium zum Uranabbau favorisierte, entschloss sich die Anti-Atomkraft-Bewegung in Australien die ALP bei der kommenden Wahl zu unterstützen. Auf einer weiteren ALP-Konferenz entschied sich die ALP für eine „one mine policy“ (deutsch: „Eine-Mine-Politik“) und nachdem die ALP die Wahl 1983 gewann, votierte eine spätere ALP-Konferenz für eine Three Mine Policy (deutsch: „Drei-Minen-Politik“).
Bob Hawke, der am 5. März 1983 für die ALP einen erdrutschartigen Sieg erringen konnte, führte die politischen Parteien sowie die Arbeitgeber- und Arbeitnehmervertreter im April 1983 zu einem Wirtschaftsgipfel zusammen. Auf diesem Gipfel einigte er sich mit ihnen auf eine gemeinsame nationale Wirtschaftspolitik. Er setzte die Freigabe des australischen Dollars auf internationalen Geldmärkten durch, ließ ausländische Banken in Australien zu und leitete Schritte zur Deregulierung ein. Er widmete sich der Gesundheitspolitik, der Schulpolitik und der sozialen Gesetzgebung.
Paul Keating von der ALP wurde im Jahre 1991 zum Nachfolger von Bob Hawke gewählt. Seine Politik zielte auf die Einführung nationaler Lehrpläne und sah ein nationales Rentengesetz vor. Er widmete sich der Langzeitarbeitslosigkeit und arbeitete an der Konsolidierung der staatlichen Haushaltspolitik. In seine Zeit fielen erste Regelungen über die Landrechte der Aborigines. Seine Außenpolitik war auf die Verständigung und Kooperation mit den unmittelbaren asiatischen Nachbarn Australiens ausgerichtet.

### 2007 bis 2013
Nach nahezu zwölf Jahren konservativer Regierung gelang im Jahre 2007 der Labor Party ein deutlicher Wahlsieg und Kevin Rudd wurde Premierminister. Er entschuldigte sich am 13. Februar 2008 im Namen der australischen Regierung in einer Rede vor dem australischen Parlament für das während zwei Jahrhunderten angetane Unrecht an den Aborigines. Er ratifizierte das Kyoto-Protokoll und ernannte Penny Wong als eine der ersten Klimaministerinnen der Welt.
Auf einer Nationalkonferenz im Jahre 2007 änderte die ALP ihre politische Position zum Uranabbau in Australien. Sie wich von ihrer „Drei-Minen-Politik“ ab und will weitere Uranminen erlauben.
Rudd beabsichtigte, Australiens Position im pazifischen Raum zu stärken, was zu politischen Problemen mit der Volksrepublik China führte, die einer der größten Rohstoffabnehmer Australiens ist. Da er eine Steuer auf die in Australien gewonnenen Rohstoffe der mächtigen Bergbauindustrie erheben und den angekündigten Handel mit Kohlendioxidzertifikaten wegen des Widerstands im Senat nicht einführen wollte, sank die Zustimmung zur ALP in Umfragen. Innerparteilich kam es zu wochenlangen Auseinandersetzungen mit dem rechten Parteiflügel der ALP. Ferner hatten die im Bergbau beschäftigten Arbeiter um ihre Arbeitsplätze gebangt. Die Bergbauunternehmen hatten eine heftige Kampagne gegen die Regierung geführt und gedroht, geplante Investitionen in der Höhe von 20 Milliarden US-Dollar aufzugeben. Diesem polit-ökonomischen Druck hielt die ALP nicht stand. Am 24. Juni 2010 wurde eine Sitzung der parlamentarischen Fraktion der Labor Party einberufen und Julia Gillard, die Vize-Premierministerin, erhielt für ihre Politik mehr Unterstützung als Rudd. Daraufhin stellte sich dieser nicht mehr zur Wiederwahl und trat damit als Parteivorsitzender und Premierminister zurück; dadurch übernahm Gillard diese Posten.
Gillard signalisierte nach ihrer Wahl unverzüglich Diskussionsbereitschaft mit der Bergbauindustrie und die Bergbauindustrie stimmte in Verhandlungen einer 30-Prozent-Steuer zu, während Rudd 40 Prozent geplant hatte.
Die Partei hatte 2010 ca. 50.000 Mitglieder. Julia Gillard war die erste Premierministerin Australiens und erste Vorsitzende der ALP sowie die erste weibliche Wahl-Kandidatin für das Premierministeramt in Australien überhaupt. Diese Parlamentswahl fand im August 2010 statt und endete mit einer Pattsituation im Parlament. Da Gillard von unabhängigen Parlamentsmitgliedern unterstützt wurde, konnte sie regieren.

### Ab 2013
Am 26. Juni 2013 bewarb sich Kevin Rudd erneut bei einer Abstimmung seiner Parlamentsfraktion um den Parteivorsitz gegen Gillard, die er gewann. Er hielt diese Ämter bis zur Parlamentswahl in Australien im Jahr 2013 inne. Als er diese Wahl gegen seinen Herausforderer Tony Abbott von der Liberal Party verlor, trat er am 8. September 2013 zurück.
Nach Rudds Rücktritt als Parteivorsitzender wurde Bill Shorten am 13. Oktober 2013 zum neuen Parteichef der ALP gewählt. Er übernahm den Vorsitz der Labor-Fraktion im Repräsentantenhaus und wurde Oppositionsführer. Nach der dritten Niederlage der Labour-Partei in Folge bei den Wahlen 2019 trat Shorten als ihr Vorsitzender zurück. Anthony Albanese trat darauf ohne Gegenkandidaten zur Wahl an und wurde zum Vorsitzender der Labor-Partei gewählt und damit zum Führer der Opposition. Nach der gewonnenen Parlamentswahl in Australien 2022 wurde Albanese als australischer Premierminister vereidigt.

Kevin Rudd
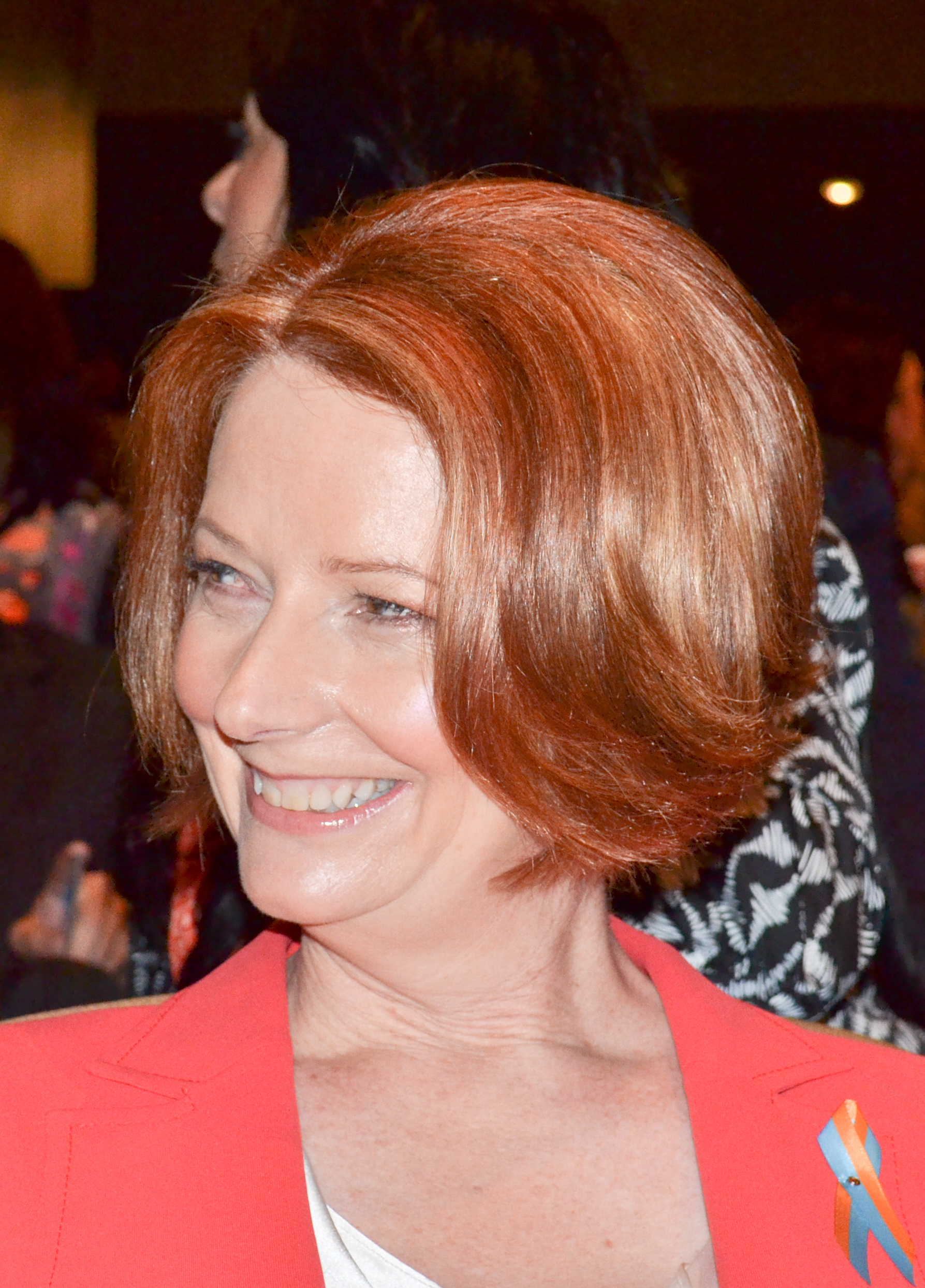
Julia Gillard
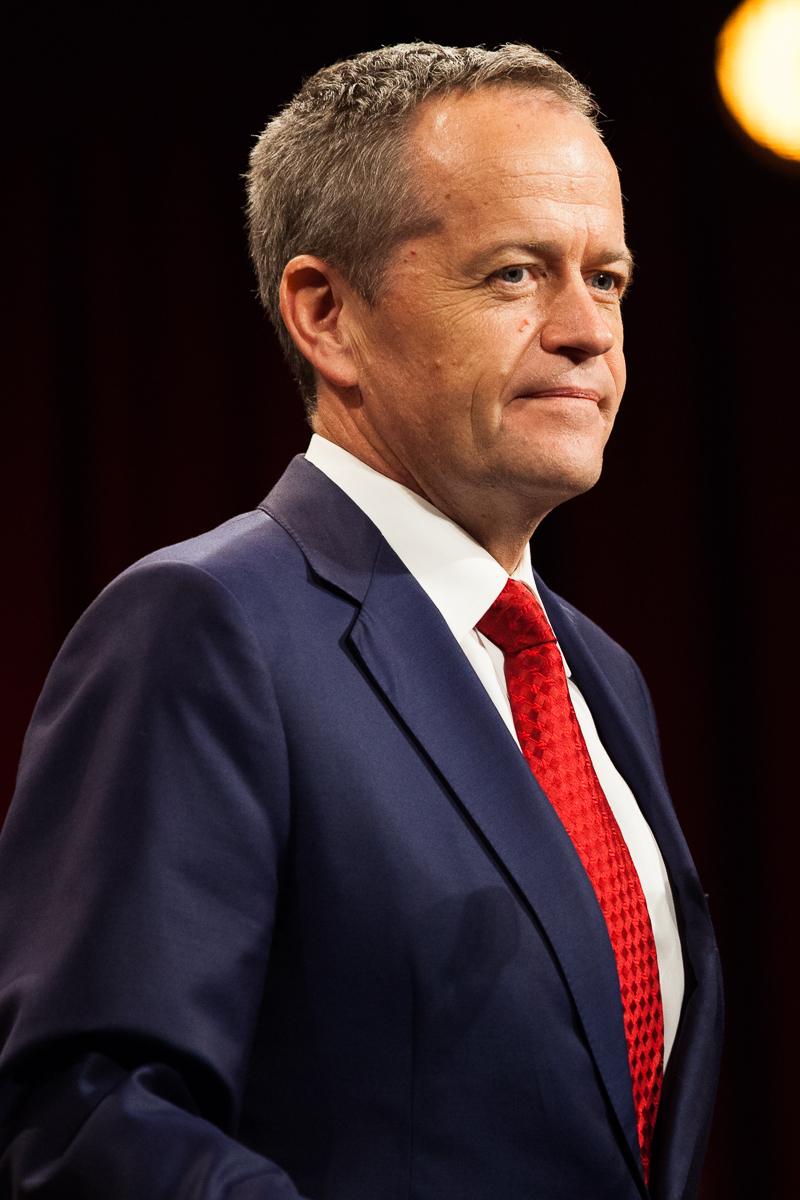
Bill Shorten
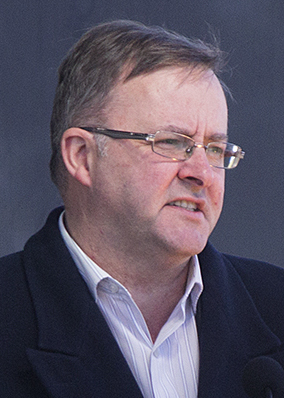
Anthony Albanese

## Vorsitzende der Australian Labor Party
- Chris Watson: 1901–1907, 1904: Premierminister
- Andrew Fisher: 1907–1915, 1908–1909, 1910–1913 und 1914–15: Premierminister
- Billy Hughes: 1915–1916, 1915–1923: Premierminister, 1916: wurde aus der Partei ausgeschlossen und gründete die National Labor Party
- Frank Tudor: 1916–1922
- Matthew Charlton: 1922–1928
- James Scullin: 1928–1935, 1929–1932: Premierminister
- John Curtin: 1935–1945 (†), 1941–1945: Premierminister
- Frank Forde: 1945: kommissarisch
- Ben Chifley: 1945–1951, 1945–1949: Premierminister
- Herbert Vere Evatt: 1951–1960
- Arthur Calwell: 1960–1967
- Gough Whitlam: 1967–1977, 1972–1975: Premierminister
- Bill Hayden: 1977–1983
- Bob Hawke: 1983–1991, 1983–1991: Premierminister
- Paul Keating: 1991–1996, 1991–1996: Premierminister
- Kim Beazley: 1996–2001, 2005–2006: erneut
- Simon Crean: 2001–2003
- Mark Latham: 2003–2005
- Kevin Rudd: 2006–2010, 2013: Premierminister (2007–2010 und 2013)
- Julia Gillard: 2010–2013: Premierministerin
- Bill Shorten: 2013–30. Mai 2019
- Anthony Albanese: seit 30. Mai 2019